# Borgata
Le Borgata est un hôtel, casino et une station thermale à Atlantic City, New Jersey possédé par MGM Resorts International. Il est sur le thème de la Toscane. Le Borgata a été construit pour apporter du nouveau à Atlantic City. À un coût de 1,1 milliard de dollars, le Borgata est un hôtel de 146 mètres de haut et 43 étages avec 2 002 chambres, 7 000 m2 de l'espace de réunion, 11 restaurants gastronomiques, une station thermale de 5 000 m2, et un plancher de jeu de 12 000 m2. Tandis que d'autres grands casinos à Atlantic City ciblent apparemment à une clientèle plus âgée, le Borgata vise les 25-45 ans avec l'addition de deux boîtes de nuit et 3 bars. Avec une marge bénéficiaire environ de $600 000 par jour sur le revenu de non-jeu, le revenu quotidien du total du Borgata est environ $2 000 000. Le Borgata a été également vu comme catalyseur pour des expansions récentes des casinos voisins et en revigorant l'industrie des casinos d'Atlantic City.

## Histoire
Le Borgata s'est ouvert le 2 juillet 2003.
La nouvelle aile s'est ouverte en juin de 2006. Une extension de l'hôtel de 325 millions de dollars est projetée pour 2007.
Début 2006, un incendie a presque détruit le restaurant d'Ombra à l'intérieur du complexe.
En juillet 2006, des opérations de jeu de casino ont été arrêtées pendant trois jours dû à un conflit de budget d'état.

## Infrastructures
- 2 002 chambres et suites
- parking de stationnement de 7 étages
- centre d'événement de 7 000 m2
- casino de 12 000 m2
- 11 restaurants
- station thermale et piscine européennes de santé de 5 000 m2
- 11 boutiques au détail
- 146 mètres de hauteur

### Restaurants
- Bobby Flay Steak
- Mixx
- Old Homestead Steakhouse
- Ombra
- SeaBlue
- Specchio
- Suilan
- Wolfgang Puck American Grille